# 제이슨 수데이키스
제이슨 수데이키스(영어: Jason Sudeikis, 1975년 9월 18일~)는 미국의 배우, 코미디언, 작가, 제작자이다. Apple TV+에서 방영된 테드 래소(2020-23)로 프라임타임 에미상, 골든 글로브상, 미국 배우 조합상을 수상했다.

## 출연 작품

### 영화
- 더 텐 (2007)
- 굿바이 초콜릿 (2007)
- 록커 (2008)
- 세미 프로 (2008)
- 라스베가스에서만 생길 수 있는 일 (2008)
- 바운티 헌터 (2010)
- 고잉 더 디스턴스 (2010)
- 홀 패스 (2011)
- 아메리칸 오지 (2011)
- 스트레스를 부르는 그 이름 직장상사 (2011)
  - 스트레스를 부르는 그 이름 직장상사 2 (2014)
- 캠페인 (2012)
- 무비 43 (2013)
- 에픽: 숲속의 전설 (2013) - 목소리
- 우리는 밀러 가족 (2013)
- 슬리핑 위드 아더 피플 (2015)
- 레이스 (2016)
- 마더스 데이 (2016)
- 앵그리버드 더 무비 (2016) - 목소리
  - 앵그리 버드 2: 독수리 왕국의 침공 (2019)
- 마스터마인드 (2016)
- 콜로설 (2016)
- 퍼미션 (2017)
- 다운사이징 (2017) - 데이브 존슨 역
- 넥스트 젠 (2018) - 목소리
- 북스마트 (2019) - 브라운 교장 역

### 텔레비전
- 새터데이 나이트 라이브 (2003-2013) - 작가, 출연
- 30 ROCK (2007-10)
- 더 클리브랜드 쇼 (2009-2013) - 목소리
- 필라델피아는 언제나 맑음 (2010, 2011)
- 2011년 MTV 무비 어워드 - 사회
- 로봇 치킨 (2013) - 목소리
- 라스트 맨 온 어스 (2015-18)
- 네모바지 스폰지밥 (2019) - 본인 역 (목소리)
- 만달로리안 (2019)
- 스쿠비 두, 게스 후? (2020)
- 테드 래소 (2020-23) - 공동 창작자, 주연